# Camp de Lübberstedt-Bilohe
 (octobre 2024).
Si vous disposez d'ouvrages ou d'articles de référence ou si vous connaissez des sites web de qualité traitant du thème abordé ici, merci de compléter l'article en donnant les références utiles à sa vérifiabilité et en les liant à la section « Notes et références ».
Le camp de Lübberstedt-Bilohe (Muna Lübberstedt ou Muna) est une unité de travail forcé dépendant du camp de concentration de Neuengamme, dont les déportées étaient mises à la disposition de l’armée de l’air allemande pour fabriquer des munitions.

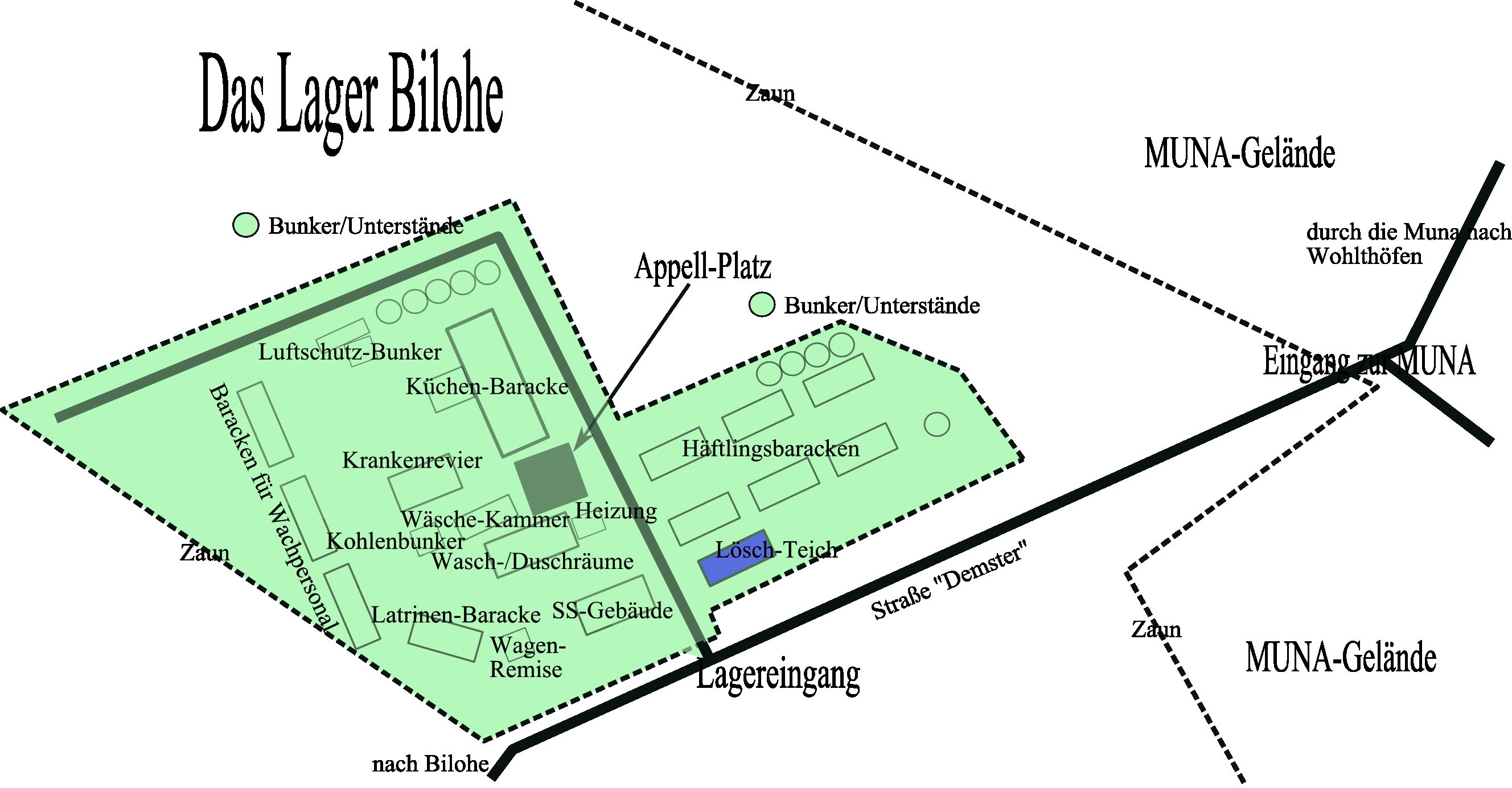
Plan du dépôt de munitions de Lübberstedt-Bilohe (Muna).

## Création
Le 29 août 1944, l’administration SS de Neuengamme installe à Lübberstedt-Bilohe un Kommando de 500 femmes, Juives hongroises pour la plupart, sélectionnées — parfois en famille — à Auschwitz. 
Le camp se situe le long de la voie ferrée Brême-Bremerhaven, à la hauteur de la gare de Lübberstedt, dans un dépôt de munitions de la Luftwaffe (Lufthauptmunitionsanstalt, nom de code Lw. 2/XI), caché au milieu d’une forêt de 400 hectares. Le camp est surnommé Muna Lübberstedt ou tout simplement Muna,.

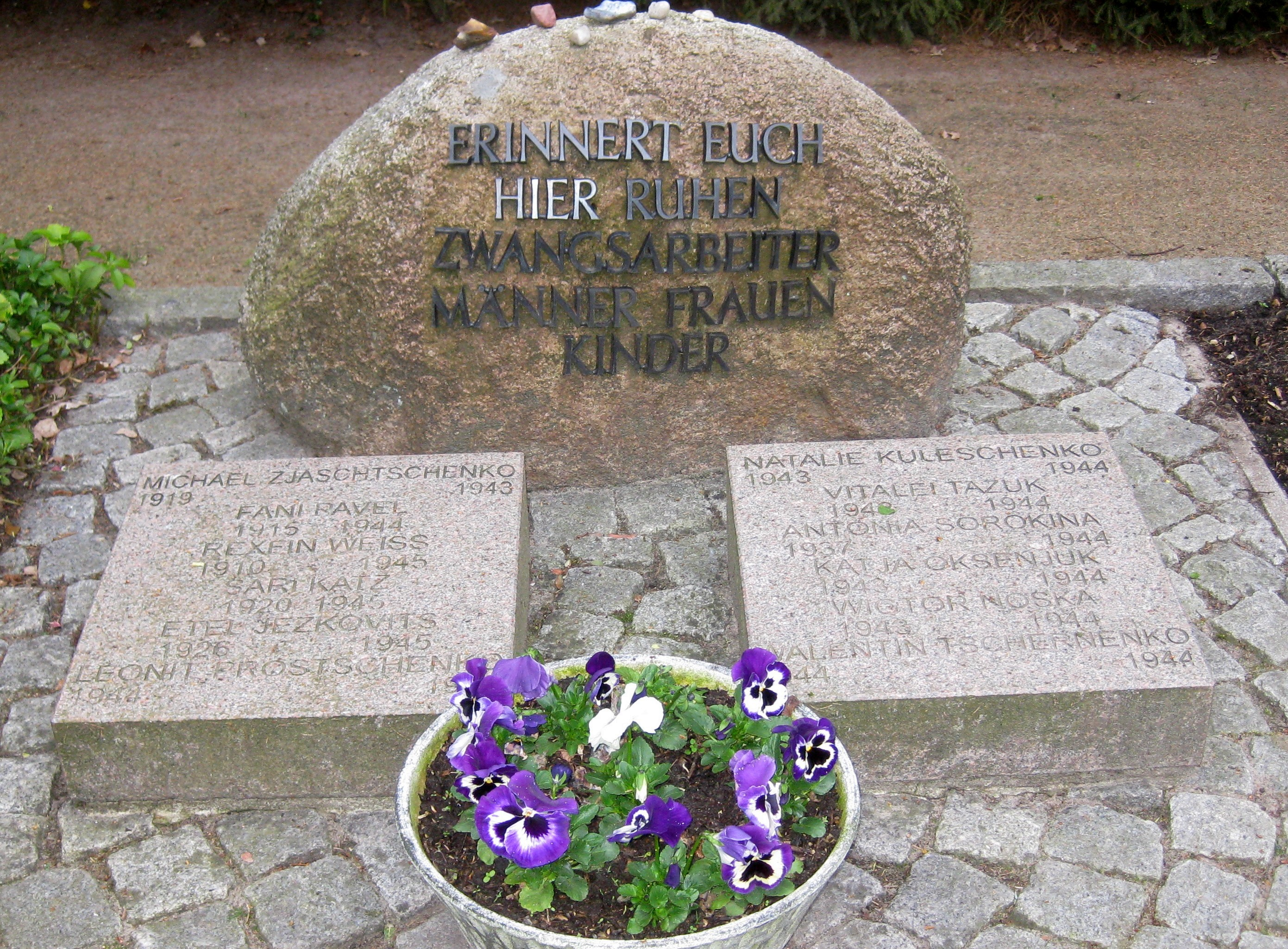
Mémorial aux victimes du camp dans le cimetière de Lübberstedt.

## Travail forcé
Les déportées fabriquent à la chaîne des munitions (mines marines, bombes à fragmentation et munitions antiaériennes), qui sont ensuite chargées dans des camions et stockées dans 102 bunkers. Les déportées préparent aussi des parachutes destinés au largage des mines,.

## Evacuation
À l’approche des Alliés, le camp de Lübberstedt-Bilohe est évacué.
Début avril 1945, une soixantaine de malades sont transportées avec les membres de leurs familles (dix survivront) à Bergen-Belsen.
Le 20 avril, les autres déportées sont évacuées en train. Le convoi erre à travers l’Allemagne du Nord via Cuxhaven, où une cinquantaine de femmes sont embarquées sur un cargo en partance pour Brunsbüttel.
Le 2 mai, le train, recomposé à Lübeck, subit à Eutin un raid aérien allié qui fait 43 victimes parmi les déportées. Le convoi est à nouveau bombardé le 3 mai près de Timmdorf. Une quinzaine de femmes y perdent la vie. Les 3 et 4 mai 1945, les survivantes sont libérées par les troupes britanniques et recueillies dans les camps de l‘Administration des Nations Unies pour l'Organisation des Secours et de la Construction, installés à Sierksdorf et Haffkrug,.

## Mémorial
Au cimetière de Lübberstedt, douze tertres funéraires anonymes ont été nivelés en 1989 et remplacés par un carré du souvenir. Deux pierres commémoratives ont été ajoutées, sur lesquelles sont inscrits les noms des victimes, parmi lesquelles se trouvaient quatre détenues du Kommando extérieur Lübberstedt-Bilohe.
L’inscription sur la pierre commémorative : « N’oubliez pas ! Ici sont enterrés des travailleurs forcés, hommes, femmes, enfants »,.